# Tepa panda
Tepa panda är en insektsart som först beskrevs av Van Duzee 1923.  Tepa panda ingår i släktet Tepa och familjen bärfisar. Inga underarter finns listade i Catalogue of Life.